# Zakonnica

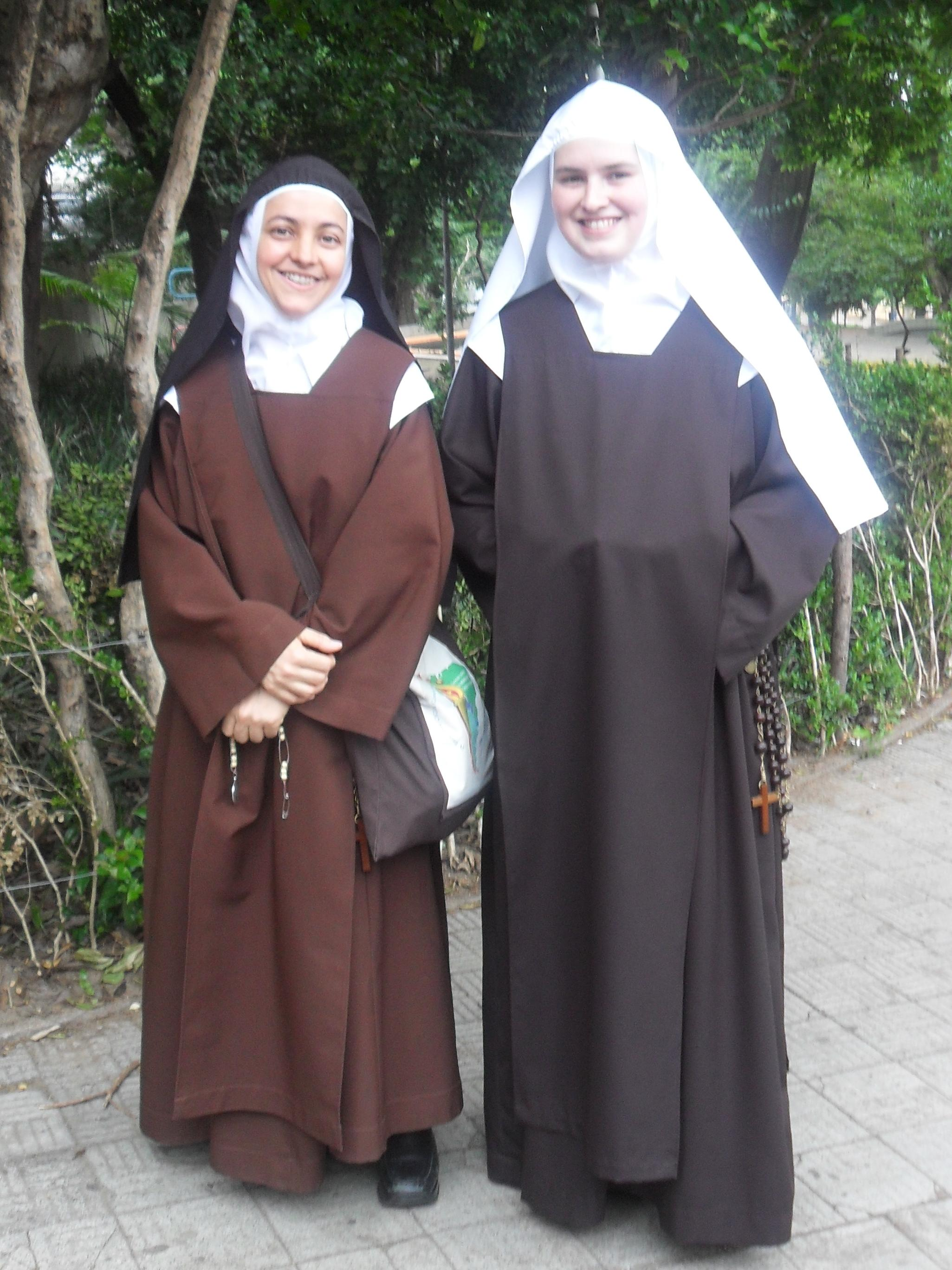
Zakonnice

Zakonnica – kobieta będąca członkinią zakonu.

## Kościół katolicki
W Kościele katolickim według kan. 207 § 2 kodeksu prawa kanonicznego spośród duchownych i świeckich osób wywodzą się wierni, którzy profesją rad ewangelicznych, przez śluby lub inne święte więzy, zatwierdzone i uznane przez Kościół, w sposób szczególny poświęcają się Bogu, a także pomagają w zbawczej misji Kościoła. Ich stan, choć nie odnosi się do hierarchicznej struktury Kościoła, jednak należy do jego życia i świętości.
Zakonnice opierają życie we wspólnotach na konstytucjach i dyrektoriach generalnych, które stanowią o sposobach ich życia, działaniach, celach.
W Kościele katolickim każde zgromadzenie zakonne posiada swój charyzmat, ale zadaniem każdego jest prowadzenie życia w zjednoczeniu z Bogiem, szczególnie poprzez nauczanie i wychowanie dzieci i młodzieży. W Polsce żyje około 30 tysięcy zakonnic.

## Kościół Katolicki Mariawitów
Zakonnice w Kościele Katolickim Mariawitów należą do Katolickiego Zgromadzenia Sióstr Mariawitek. Charakterystyczny dla zgromadzenia jest silny kult „Mateczki” Kozłowskiej, uznanej za świętą, jak i za „małżonkę i oblubienicę Barankową”, czyli duchową żonę Chrystusa. Na czele Katolickiego Zakonu Sióstr Mariawitek stoi Rada Przełożonych, w skład której wchodzi: przełożona kapłaństwa niewiast, przełożona Zgromadzenia Sióstr Mariawitek i arcybiskup (lub arcykapłanka) jako przewodniczący Rady.

## Kościół Ewangelicko-Augsburski
Jeżeli chodzi o Kościół Ewangelicko-Augsburski, to instytucja zakonów została odrzucona w okresie reformacji, dziś odpowiednikiem luterańskich zakonnic są diakonisy. Diakonat Eben-Ezer to stowarzyszenie sióstr diakonis Kościoła Ewangelicko-Augsburskiego w RP. Diakonisy pracują w Domu Macierzystym, Domach Opieki: „Sarepta” w Węgrowie i „Emaus” w Dzięgielowie oraz Domu Gościnnym „Betania” w Bielsku-Białej, prowadzą „Rok służby dla Pana”, pomagają ludziom z okolicy, prowadzą kurs geriatryczny itp.